# トヨタカローラ島根
トヨタカローラ島根株式会社（トヨタカローラしまね）は、島根県松江市に本社を置く、トヨタカローラ店を展開するトヨタ系自動車ディーラーである。島根トヨタグループ傘下。

## 店舗
- 松江店（本社）：松江市西津田1-8-22
- 黒田店：松江市黒田町444-1
- 安来店：安来市赤江町1896-1
- 雲南店：雲南市木次町里方620-1
- 出雲店：出雲市大津町696
- 太田店：大田市長久町長久ロ410-6
- 浜田店：浜田市日脚町240
- 益田店：益田市あけぼの西町18-2

## 島根県内の他のトヨタ車販売店
- 島根トヨタ自動車株式会社
- 島根トヨペット株式会社
- ネッツトヨタ島根株式会社